# Coyhaique
Coyhaique, o Coihaique, è un comune del Cile della provincia omonima nella regione di Aysén. Dal 1974 è anche la capitale della regione. Al censimento di Aprile del 2017 possedeva una popolazione di 57.818 abitanti. È stata fondata nel 1929.

## Società

### Evoluzione demografica
| Censimento del 1992 | Censimento del 2002 |
| 43.297 ab.          | 50.041 ab.          |